# Südtiroler Mittelschülerverband
Der Südtiroler Mittelschülerverband (StMV) war der Korporationsverband der katholischen Südtiroler Mittelschulverbindungen.

## Geschichte
Die ersten Schülerverbindungen („Pennalien“) in Südtirol sind schon 1850 in Bozen und 1873 in Meran zu finden.
Der StMV wurde 1960 gegründet, seine Wurzeln reichen aber bis in das 19. Jahrhundert zurück. Die älteste Mitgliedsverbindung des StMV ist die K.D.M.V. Laurinia Brixen, gegründet 1892. Bei seiner Gründung gehörten dem StMV vier Schülerverbindungen an, womit er der größte deutsche Schüler- und Absolventenverband Südtirols war. Der StMV war parteiunabhängig und bekannte sich zur christlichen Soziallehre und einem vereinten Europa.
1980 umfasste der StMV fünf Pennalien mit etwa 500 Mitgliedern:
- K.D.M.V. Laurins Tafelrunde Bozen
- K.D.M.V. Laurinia Brixen*
- K.D.St.V. Aquileia Meran
- K.D.St.V. Waltharia Meran
- K.D.M.V. Braunegg zu Bruneck

Die K.D.M.V. Braunegg zu Bruneck wurde im Jahr 1976 auf Initiative des StMV neu gegründet und ist die jüngste Schülerverbindung in Südtirol.
Bis 2003 war der StMV Mitglied des Europäischen Kartellverbandes der christlichen Studentenverbände (EKV), der als NGO beim Europarat registriert ist. Europäische Belange des Verbandes werden seitdem quasi vom befreundeten österreichischen MKV vertreten.
Weiters kooperierte der StMV eng mit den Verbindungen des Tiroler Mittelschüler-Verbands (TMV), dem Tiroler Landesverband des österreichweiten MKV. Aufgrund der Tendenz der Südtiroler Mittelschulverbindungen sich dem TMV anzuschließen, um das Bekenntnis zu einem vereinten Tirol auch in der Praxis umzusetzen, besteht der StMV heute nur noch als Altherrenverband.

## Ziele
- Der StMV wollte Schüler an höheren Schulen zur kritischen Auseinandersetzung mit der Welt und der Gesellschaft auf dem Boden eines durch die dynamischen Prinzipien religio, patria, scientia und amicitia bestimmten katholischen Weltbildes anregen.
- Die Mitglieder der Verbindungen sollten zum Wirken im öffentlichen Leben und in der Gesellschaft befähigt werden und die Wertvorstellungen katholischen Couleurstudententums in Familie, Beruf und Gesellschaft verwirklichen.
- Als eigenständige katholische Laienorganisation wollte der StMV seinen Beitrag zum Aufbau einer menschenwürdigen Gesellschaft und einer dem göttlichen Schöpfungsauftrag folgenden Welt leisten.

## Prinzipien und Wahlspruch

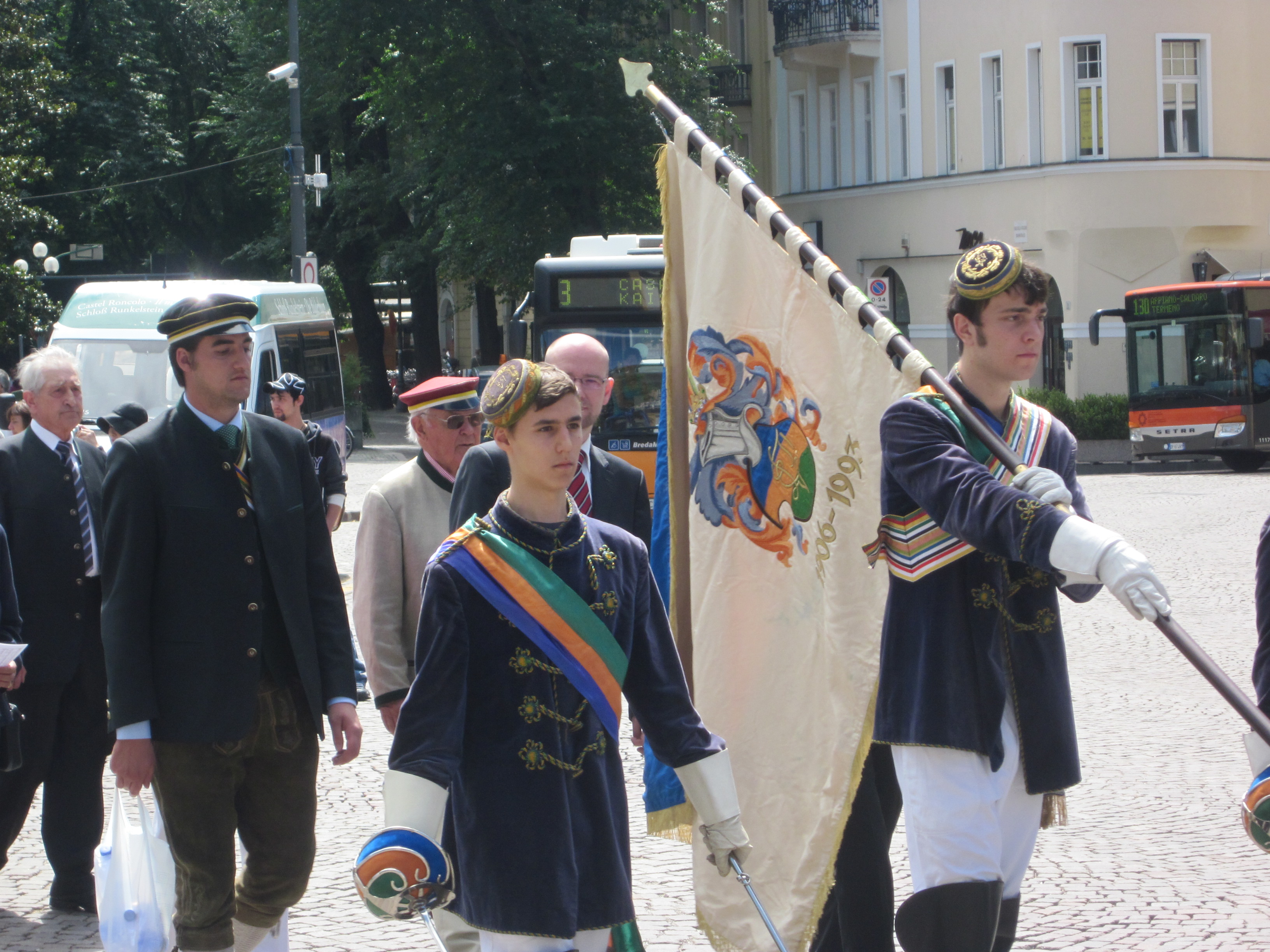
Laurins Tafelrunde nimmt an der Herz-Jesu-Prozession teil

Die vier Prinzipien des StMV lauten patria, religio, scientia und amicitia, der Wahlspruch Pro Deo et Patriae.
- Religio: Die Förderung des katholischen Seins, die Förderung der Toleranz der christlichen Konfessionen untereinander und die aktive Gestaltung des eigenen Lebens aus dem katholischen Glauben in Verantwortung vor Gott, den Menschen und der Schöpfung.
- Patria: Die Liebe zum Vaterland. Laut Statut des StMV ist: Tiroler zu sein ist für uns Ehre und Verpflichtung zugleich. Jeder Staat lebt durch die Verantwortung eines jeden Bürgers für den Staat. Die aktive Mitgestaltung auf allen Ebenen des Gemeinwesens ist eine Bürgerpflicht. Die Verwurzelung in der Geschichte Tirols sind wesentliche Grundlage für die Weiterentwicklung dieses Gemeinwesens auch in einem vereinten Europa.
- Scientia: Für den StMV ist die Bildung seiner Mitglieder eine wichtige Aufgabe. Daher ist der Abschluss einer höheren Schule mit Matura Voraussetzung für den Verbleib eines Mitglieds in einer Verbindung des StMV.
- Amicitia: Als prägendes Element des Verbandes ist die persönliche Freundschaft quer durch alle Generationen als Lebensbundprinzip eine Selbstverständlichkeit, die über das Studium hinausgeht. Der Umgang miteinander ist von der Verantwortung für diese lebenslange geistige und materielle Verpflichtung geprägt.